# Mleczaj bukowy

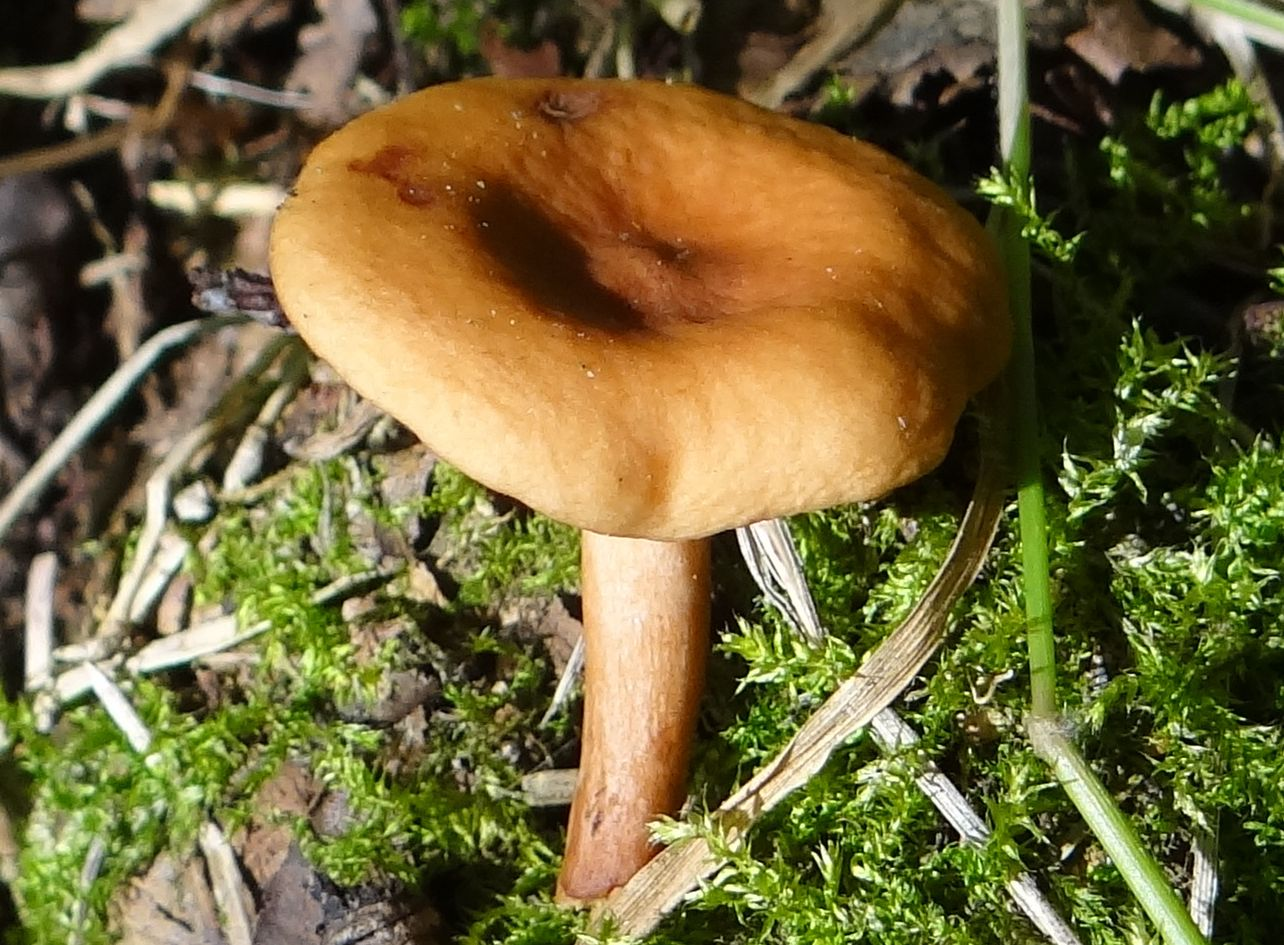

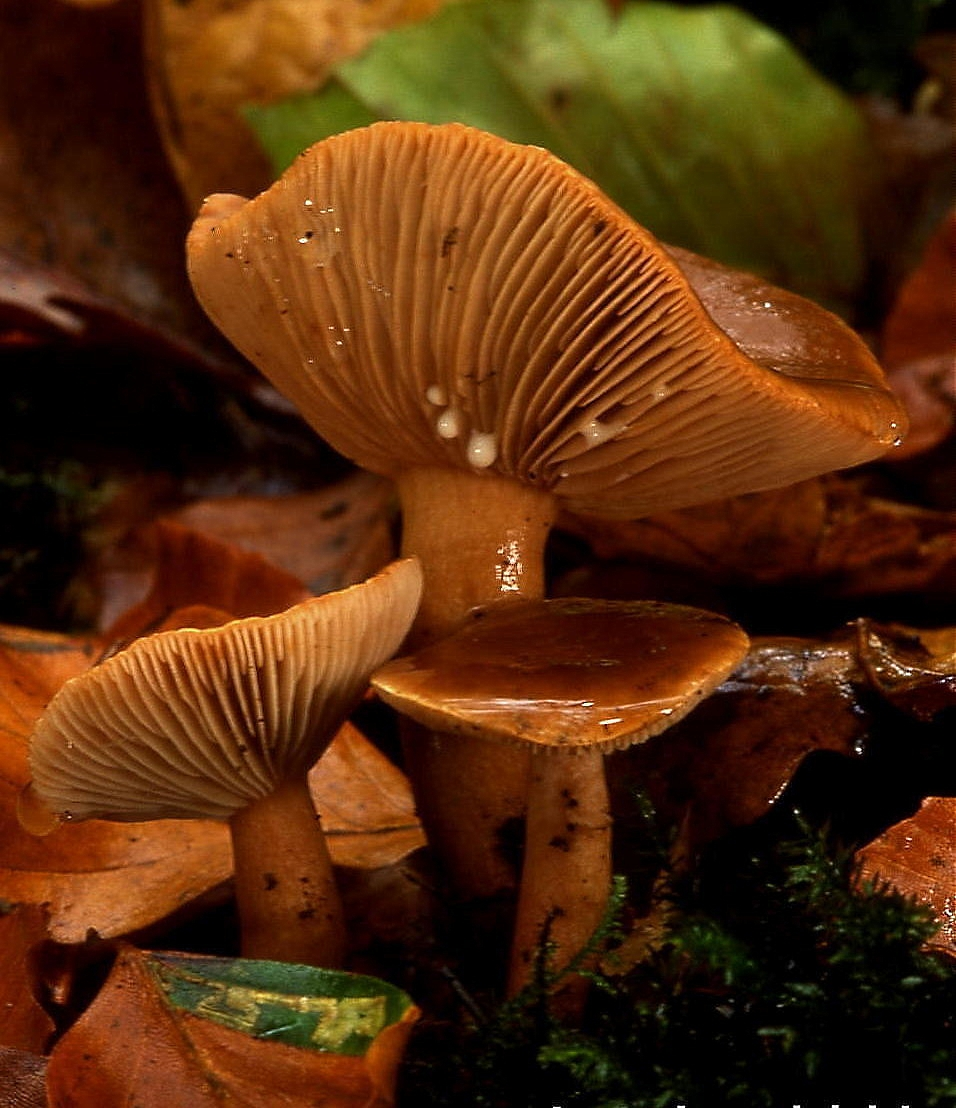

Mleczaj bukowy (Lactarius subdulcis (Pers.) Gray) – gatunek grzybów należący do rodziny gołąbkowatych (Russulaceae).

## Systematyka i nazewnictwo
Pozycja w klasyfikacji według Index Fungorum: Lactarius, Russulaceae, Russulales, Incertae sedis, Agaricomycetes, Agaricomycotina, Basidiomycota, Fungi.
Po raz pierwszy opisał go w 1801 r. Christiaan Hendrik Persoon, nadając mu nazwę Agaricus subdulcis. W 1821 r. Samuel Frederick Gray przeniósł go do rodzaju mleczaj (Lactarius). Ma 17 synonimów. Są nimi m.in. wszystkie formy i odmiany.
Feliks Berdau w 1876 r. opisywał go pod polską nazwą podrydzyk łagodny lub bedłka słodkawa, Franciszek Błoński jako podrydzyk, mleczaj łagodny (1889) lub mleczaj słodkawy (1890), Stanisław Chełchowski w 1898 r. jako mleczaj podrydzyk, Władysław Wojewoda w 2003 r. zarekomendował nazwę mleczaj bukowy.

## Morfologia
Kapelusz
Średnica 3–7 cm, początkowo wypukły ze stożkowatym garbem i podgiętym brzegiem, później stopniowo rozpłaszczający się, na koniec płaski z prostym brzegiem, czasami krótko karbowanym i śluzowatym. Powierzchnia gładka, matowa, ubarwiona jednolicie, bez pręgowania, początkowo czerwonobrązowa, kasztanowata, potem jaśniejąca, bardziej płowa.
Blaszki
Gęste, z blaszeczkami, początkowo białawe, potem jasnoochrowe z kawowym odcieniem, po uszkodzeniu zmieniające barwę na szarorudawą.
Trzon
O wysokości 5–7 cm i średnicy 0,3–1 cm, walcowaty, u starszych okazów czasami rynnowaty. Powierzchnia początkowo bladożółtawa, ale szybko nabierająca barwy kapelusza, u podstawy z grzybnią.
Miąższ
Białawocielisty z rudawym odcieniem, w trzonie ciemniejszy. Smak łagodny, zapach podobny do zapachu pluskwiaków. Mleczko początkowo wydziela się obficie, jest wodnistobiałe lub białe, niezmieniające barwy, początkowo łagodne w smaku, ale po dłuższym czasie nieco gorzkie i ostre.
Wysyp zarodników
Kremowy.
Cechy mikroskopowe
Podstawki 36–45 × 9–811 µm. Cheilocystydy liczne, pleurocystydy rzadsze, wrzecionowate, 55–65 × 6–8 µm. Zarodniki o wymiarach 7–9,5 × 6–8 µm, o powierzchni pokrytej brodawkami i łączącymi je listewkami.
Gatunki podobne
Mleczaj pomarańczowy (Lactarius aurantiacus) ma mleczko o niewyraźnym zapachu, bez gorzkawego posmaku i rośnie w lasach iglastych. Podobny jest także mleczaj dębowy (Lactarius quietus).

## Występowanie i siedlisko
Znane są jego stanowiska w Ameryce Północnej i Środkowej, w Europie, Azji, Australii i Nowej Zelandii. W Europie występuje na całym obszarze od Morza Śródziemnego po północne krańce Półwyspu Skandynawskiego, brak go na Islandii. W Polsce W. Wojewoda w 2003 r. wymienił go jako gatunek pospolity, jego stanowiska podają także autorzy późniejszej literatury mykologicznej.
Naziemny grzyb mykoryzowy. Występuje w lasach, zwłaszcza bukowych w towarzystwie buka, jodły, leszczyny, dębu szypułkowego. Owocniki pojawiają się od lata do jesieni. W Europie Środkowej jest uważany za gatunek przewodni dla dębów. Preferuje gleby kwaśne, na glebach wapiennych występuje tylko wówczas, gdy jest na nich gruba warstwa próchnicy.

## Znaczenie
Jest grzybem jadalnym. Jest zbierany do celów spożywczych np. w Meksyku i na Ukrainie, w Polsce jednak przez grzybiarzy zwykle nie jest zbierany.